# Tricerophora objecta
Tricerophora objecta is een vlinder uit de familie tastermotten (Gelechiidae). De wetenschappelijke naam van deze soort is voor het eerst geldig gepubliceerd in 1921 door Meyrick als Telphusa objecta.
De soort komt voor in tropisch Afrika.